# ميليس سيزر
ميليس سيزر (بالتركية: Melis Sezer)‏ مواليد 2 يونيو 1993 في إزمير، هي لاعبة كرة مضرب تركية تلعب باليد اليمنى وتحتل حالياً المرتبة رقم. 382 (14 سبتمبر 2015) في تصنيف رابطة محترفات كرة المضرب. أعلى تصنيف لها في الفردي كان المركز الـ 336 في سنة 2014.

## روابط خارجية
- ميليس سيزر على موقع رابطة محترفات التنس (الإنجليزية)
- ميليس سيزر على موقع الاتحاد الدولي لكرة المضرب (الإنجليزية)
- ميليس سيزر على موقع كأس بيلي جين كينغ (الإنجليزية)
- ميليس سيزر على موقع خلاصة التنس.كوم (الإنجليزية)
- ميليس سيزر على موقع إي إس بي إن.كوم (الإنجليزية)